# Jean Massonnet
Jean Massonnet est un bibliste français, prêtre catholique du diocèse de Lyon. Docteur en théologie et diplômé de l'Institut biblique pontifical, spécialiste de la langue hébraïque, du judaïsme et des relations entre judaïsme et christianisme, il est enseignant émérite de la faculté de théologie de l’Université catholique de Lyon, où il a dirigé le Centre chrétien pour l’étude du judaïsme de 1990 à 2005.
Jean Massonnet est le lauréat en 2016 du prix de l'Amitié judéo-chrétienne de France,

## Ouvrages publiés
- (Avec Hugues Cousin et Jean-Pierre Lémonon) Le Monde où vivait Jésus, éditions du Cerf, coll. « Dictionnaires », 1998  (ISBN 9782204056861)
- Aux sources du christianisme : La notion pharisienne de révélation, Lessius, 2013[1]
- L'Épître aux  Hébreux, éd. du Cerf, 2016  (ISBN 9782204110655)

## Préface
- Michel Remaud, Du neuf et de l'ancien, Parole et Silence, 2017  (ISBN 978-2-88-918-946-5)